# Orodesma apicina
Orodesma apicina är en fjärilsart som beskrevs av Herrich-Schäffer 1868. Orodesma apicina ingår i släktet Orodesma och familjen nattflyn. Inga underarter finns listade i Catalogue of Life.